# جونيور دياز
جونيور إنريكي دياز كامبل (بالإسبانية: Júnior Díaz)‏ (مواليد 12 سبتمبر 1983 في سان هوزيه) لاعب كرة قدم كوستاريكي دولي يجيد اللعب في خط الدفاع . يلعب حاليا لصالح نادي فيسلا كراكوف البولندي منذ 2008 .

## وصلات خارجية
- جونيور دياز على موقع الاتحاد الدولي (مؤرشف)  (الإنجليزية)
- جونيور دياز على موقع قاعدة بيانات كرة القدم.إي يو (الإنجليزية)
- جونيور دياز على موقع ناشيونال فوتبول تيمز (الإنجليزية)
- جونيور دياز على موقع Soccerway.com (الإنجليزية)
- جونيور دياز على موقع عالم كرة القدم.نت (الإنجليزية)
- جونيور دياز على موقع كووورة
- جونيور دياز على موقع أوليمبيديا (الإنجليزية)
- جونيور دياز على موقع AS.com (الإسبانية)